# 茸毛果黄耆
茸毛果黄耆（学名：Astragalus hebecarpus）为豆科的黄芪属的植物，为中国的特有植物。分布在中国大陆的新疆等地，常生于沙质土壤上，目前尚未由人工引种栽培。